# 76e Meijin (shogi) 2017-2018
«Édition précédente (75)
76e Meijin
Édition suivante (77)»

Le 76e Meijin de shōgi (第76期名人戦) est une compétition qui a été organisée au Japon de juin 2017 à avril 2018 comptant pour la saison 2017-2018.

## Meijinsen Nana-ban Shobu
Le championnat Meijin a opposé dans un match en sept parties le tenant du titre Amahiko Sato au challenger sept couronnes éternelles Yoshiharu Habu vainqueur de la classe A de la ligue junnisen. Les deux joueurs disposait de 9 heures de réflexion par parties.
| Partie | Date          | Sente                                                   | Sente                                                   | Né en                                                   | Gote                                                    | Gote                                                    | Né en                                                   | Sato                                                    | Habu                                                    | Lieu    |
| ------ | ------------- | ------------------------------------------------------- | ------------------------------------------------------- | ------------------------------------------------------- | ------------------------------------------------------- | ------------------------------------------------------- | ------------------------------------------------------- | ------------------------------------------------------- | ------------------------------------------------------- | ------- |
| 1      | 11-12/04 2018 | Yoshiharu Habu                                          | 羽生 善治                                               | 1970                                                    | Amahiko Sato                                            | 佐藤 天彦                                               | 1988                                                    | 0                                                       | 1                                                       | Tokyo   |
| 2      | 19-20/04 2018 | Amahiko Sato                                            | 佐藤 天彦                                               | 1988                                                    | Yoshiharu Habu                                          | 羽生 善治                                               | 1970                                                    | 1                                                       | 1                                                       | Komatsu |
| 3      | 08-09/05 2018 | Yoshiharu Habu                                          | 羽生 善治                                               | 1970                                                    | Amahiko Sato                                            | 佐藤 天彦                                               | 1988                                                    | 1                                                       | 2                                                       | Nara    |
| 4      | 19-20/05 2018 | Amahiko Sato                                            | 佐藤 天彦                                               | 1988                                                    | Yoshiharu Habu                                          | 羽生 善治                                               | 1970                                                    | 2                                                       | 2                                                       | Fukuoka |
| 5      | 29-30/05 2018 | Yoshiharu Habu                                          | 羽生 善治                                               | 1970                                                    | Amahiko Sato                                            | 佐藤 天彦                                               | 1988                                                    | 3                                                       | 2                                                       | Nagoya  |
| 6      | 19-20/05 2018 | Amahiko Sato                                            | 佐藤 天彦                                               | 1988                                                    | Yoshiharu Habu                                          | 羽生 善治                                               | 1970                                                    | 4                                                       | 2                                                       | Tendo   |
| 7      | 26-27/06 2018 | Non Disputé, Amahiko Sato ayant déjà remporté le titre. | Non Disputé, Amahiko Sato ayant déjà remporté le titre. | Non Disputé, Amahiko Sato ayant déjà remporté le titre. | Non Disputé, Amahiko Sato ayant déjà remporté le titre. | Non Disputé, Amahiko Sato ayant déjà remporté le titre. | Non Disputé, Amahiko Sato ayant déjà remporté le titre. | Non Disputé, Amahiko Sato ayant déjà remporté le titre. | Non Disputé, Amahiko Sato ayant déjà remporté le titre. | Kofu    |

Amahiko Sato conserve son titre,.

### Liste des parties
1. ↑  (ja) « Yoshiharu Habu vs.Amahiko Sato "Yokofudori" 76° Meijin, Nanaban shobu, partie 1 », sur 将棋DB2,‎ 11 avril 2018 (consulté le 26 mars 2019)
2. ↑  (ja) « Amahiko Sato vs. Yoshiharu Habu "Kakugawari"  76° Meijin , Nanaban shobu, partie 2 », sur 将棋DB2,‎ 19 avril 2018 (consulté le 26 mars 2019)
3. ↑  (ja) « Yoshiharu  Habu vs. Amahiko  Sato "Kakugawari" 76° Meijin, Nanaban shobu, partie 3 », sur 将棋DB2,‎ 18 mai 2018 (consulté le 26 mars 2019)
4. ↑  (ja) « Amahiko Sato vs.Yoshiharu Habu "Yokofudori" 76° Meijin, Nanaban shobu, partie 4 », sur 将棋DB2,‎ 19 mai 2018 (consulté le 26 mars 2019)
5. ↑  (ja) « Yoshiharu Habu vs. Amahiko Sato "yokofudori" 76° Meijin, Nanaban shobu, partie 5 », sur 将棋DB2,‎ 29 mai 2019 (consulté le 26 mars 2019)
6. ↑  (ja) « Amahiko Sato vs.Yoshiharu Habu 76°Meijin, Nanaban shobu, partie 6 », sur 将棋DB2,‎ 19 mai 2018 (consulté le 25 mars 2019)

## A-kyū jun'i-sen

### Barrage
| 1 | Masayuki Toyoshima | 豊島 将之 | 1990 | 1-0 | Toshiaki Kubo  | 久保 利明 | 1975 |
| 2 | Masayuki Toyoshima | 豊島 将之 | 1990 | 1-0 | Yasumitsu Sato | 佐藤 康光 | 1969 |
| 3 | Masayuki Toyoshima | 豊島 将之 | 1990 | 1-0 | Akihito Hirose | 広瀬 章人 | 1987 |
| 4 | Masayuki Toyoshima | 豊島 将之 | 1990 | 0-1 | Yoshiharu Habu | 羽生 善治 | 1970 |
| 5 | Akira Inaba        | 稲葉 陽   | 1988 | 0-1 | Yoshiharu Habu | 羽生 善治 | 1970 |

Yoshiharu Habu Roi-Dragon remporte la classe A et devient le challenger d'Amahiko Sato Meijin.

#### Liste des parties
1. ↑  (ja) « ▲Masayuki Toyoshima – △Toshiaki Kubo "Shikenbisha / Furibisha Anaguma " 76° Meijin, Junnisen A, Barrage 1/5 », sur ロックショウギ,‎ 4 mars 2018 (consulté le 26 mars 2019)
2. ↑  (ja) « ▲Masayuki Toyoshima – △Yoshimitsu Sato "Dairekuto Mukaibisha / Sumi kokan Furibisha" 76°Meijin, Junnisen A, barrage 2/5 », sur ロックショウギ,‎ 10 mars 2018 (consulté le 26 mars 2019)
3. ↑  (ja) « ▲Masayuki Toyoshima – △ Akihito Hirose "Kakugawari / Aikoshikake gin" 76°Meijin Junnisen A,    Barrage 3/5 », sur ロックショウギ,‎ 12 mars 2018 (consulté le 26 mars 2019)
4. ↑  (ja) « ▲Masayuki Toyoshima – △Yoshiharu Habu "Yokofudori shiken hikei" 76° Mejin; Junnisen A, Barrage 4/5 », sur ロックショウギ,‎ 18 mars 2018 (consulté le 26 mars 2019)
5. ↑  (ja) « ▲Akira Inaba – △Yoshiharu Habu "Aigakari" 76°Meijin , Junnisen A , Barrage 5/5 », sur ロックショウギ,‎ 21 mars 2018 (consulté le 26 mars 2019)

### Tableau principal classe A
À l'issue des onze rondes de la saison régulière, ce n'est pas moins de six kishi qui partagent la première place avec 6 victoires et 4 défaites et devront donc se départagé au sein de barrages
| Kishi | Kishi              | Kishi      | Né en |    | 1     | 2     | 3     | 4     | 5     | 6     | 7     | 8     | 9 | 10 | 11 | vic | def |      |         |
| ----- | ------------------ | ---------- | ----- | -- | ----- | ----- | ----- | ----- | ----- | ----- | ----- | ----- | - | -- | -- | --- | --- | ---- | ------- |
| 1     | Akira Inaba        | 稲葉 陽    | 1988  | 1  | +11   | -3    | +8    | -9    | -6    | -4    | +7    | +2    |   |    |    | 6   | 4   | 2e   | Barrage |
| 2     | Yoshiharu Habu     | 羽生 善治  | 1970  | 2  | +3    | -6    | +5    | -10   | +8    | +7    | +9    | -1    |   |    |    | 6   | 4   | 1er  | Barrage |
| 3     | Akihito Hirose     | 広瀬 章人  | 1987  | 4  | -2    | +1    | -4    | +7    | +9    | ..... | -11   | -5    |   |    |    | 6   | 4   | 4e   | Barrage |
| 4     | Yasumitsu Sato     | 佐藤 康光  | 1969  | 8  | -9    | +7    | +3    | -6    | -5    | +1    | ..... | +8    |   |    |    | 6   | 4   | 5e   | Barrage |
| 5     | Toshiaki Kubo      | 久保 利明  | 1975  | 9  | +7    | +10   | -2    | ..... | +4    | +11   | +6    | +3    |   |    |    | 6   | 4   | 6e   | Barrage |
| 6     | Masayuki Toyoshima | 豊島 将之  | 1990  | 10 | +10   | +2    | ..... | +4    | +1    | +8    | -5    | -9    |   |    |    | 6   | 4   | 3e   | Barrage |
| 7     | Hiroyuki Miura     | 三浦浩幸   | 1974  | 11 | -5    | -4    | +10   | -3    | ..... | -2    | -1    | +11   |   |    |    | 5   | 5   | 7-8e |         |
| 8     | Koichi Fukaura     | 深浦 康市  | 1972  | 7  | ..... | +9    | -1    | +11   | -2    | -6    | +10   | -4    |   |    |    | 5   | 5   | 7-8e |         |
| 9     | Akira Watanabe     | 渡辺 明    | 1984  | 3  | +4    | -8    | -11   | +1    | -3    | +10   | -2    | +6    |   |    |    | 4   | 6   | 9e   | Relégué |
| 10    | Hisashi Namekata   | 行方 尚史, | 1973  | 5  | -6    | -5    | -7    | +2    | +11   | -9    | -8    | ..... |   |    |    | 3   | 7   | 10e  | Relégué |
| 11    | Nobuyuki Yashiki   | 屋敷 伸之  | 1972  | 6  | -1    | ..... | +9    | -8    | -10   | -5    | +3    | -7    |   |    |    | 2   | 8   | 11e  | Relégué |

#### Ronde 1
1. 1 2  (ja) « ▲Akira Inaba △Nobuyuki Yashiki 1-0 "Kakugawari" 76e Meijin, Junnisen A, ronde 1 », sur ロックショウギ,‎ 23 juin 2017 (consulté le 26 mars 2019)
2. 1 2  (ja) « ▲Yoshiharu Habu – △Akihito Hirose 1-0 "Kakugawari / Aikoshiikage gin" 76°Meijin, Junnisen A , ronde 1 », sur ロックショウギ,‎ 9 juin 2017 (consulté le 26 mars 2019)
3. 1 2  (ja) « ▲Akira Watanabe – △Yoshimitsu Sato "Itteson Kakugawari" 1-0 76°Meijin, Junnisen A, ronde 1 », sur ロックショウギ,‎ 9 juin 2017 (consulté le 27 mars 2019)
4. 1 2  (ja) « ▲Hiroyuki Miura – △Toshiaki Kubo 0-1 "Nakabisha Kakugawari" 76° Meijin, Junnisen A, ronde 1 », sur ロックショウギ,‎ 8 juin 2017 (consulté le 27 mars 2019)
5. 1 2  (ja) « ▲Hisachi Namekata – △Masayuki Toyoshima  0-1 "Yokofutori Aono-ryu" 76°Meijin, Junnisen A, ronde 1 », sur ロックショウギ,‎ 23 juin 2017 (consulté le 27 mars 2019)

1 Akira Inaba, Yoshiharu Habu, Akira Watanabe, Toshiaki Kubo, Masayuki Toyoshima

#### Ronde 2
1. 1 2  (ja) « ▲Akihito Hirose – △Akira Inaba, "Yokofudori Yuki ryu" 1-0 76°Meijin, Junnisen A, ronde 2 », sur ロックショウギ,‎ 19 juillet 2017 (consulté le 27 mars 2019)
2. 1 2  (ja) « ▲Masayuki Toyoshima – △Yoshiharu Habu 1-0 "Kakugawari Aikoshikage gin" 76°Meijin, Junnisen A, ronde 2 », sur ロックショウギ,‎ 21 juillet 2017 (consulté le 27 mars 2019)
3. 1 2  (ja) « ▲Yasumitsu Sato – △Hiroyuki Miura 0-1 "Mukaibisha Kakugawari" 76°Meijin, Junnisen A, ronde 2 », sur ロックショウギ,‎ 7 juillet 2017 (consulté le 27 mars 2019)
4. 1 2  (ja) « ▲Toshiaki Kubo – △Hisachi Namekata 1-0  "Nakabisha" 76°Meijin, Junnisen A, ronde 2 », sur ロックショウギ,‎ 12 juillet 2017 (consulté le 27 mars 2019)
5. 1 2  (ja) « ▲Koichi Fukaura – △Akira Watanabe 1-0 "Yokofutori go hikei" 76°Meijin, Junnisen A, ronde 2 », sur ロックショウギ,‎ 5 juillet 2017 (consulté le 27 mars 2019)

2 Toshiaki Kubo, Masayuki Toyoshima 1 Akira Inaba, Yoshiharu Habu, Akira Watanabe, Akihito Hirose, Koichi Fukaura, Yoshimitsu Sato, Hiroyuki Miura

#### Ronde 3
1. 1 2  (ja) « ▲Akira Inaba – △Koichi Fukaura 1-0  "Rikisen Ibisha"  76e Meijin, Junnisen A, ronde 3 », sur ロックショウギ,‎ 17 août 2017 (consulté le 27 mars 2019)
2. 1 2  (ja) « ▲Toshiaki Kubo – △Yoshiharu Habu 0-1 "Sente Nakabisha" 76°Meijin, Junnisen A, ronde 3 », sur ロックショウギ,‎ 17 août 2017 (consulté le 27 mars 2019)
3. 1 2  (ja) « ▲Akihito Hirose – △Yoshimitsu Sato 0-1 "Mukaibisha Yodo furibisha" 76° Meijin, Junnisen A, ronde 3 », sur ロックショウギ,‎ 28 juillet 2017 (consulté le 27 mars 2019)
4. 1 2  (ja) « ▲Hisachi Namekata – △Hiroyuki Miura 0-1 "Yokofudori 8-4 type" 76°Meijin, Junnisen A, ronde 3 », sur ロックショウギ,‎ 1er septembre 2017 (consulté le 27 mars 2019)
5. 1 2  (ja) « ▲Nobuyuki Yashiki – △Akira Watanabe "Rikisen Ibisha" 1-0 76°Meijin, Junnisen A, ronde 3 », sur ロックショウギ,‎ 27 août 2017 (consulté le 27 mars 2019)

2 Akira Inaba, Yoshiharu Habu, Yoshimitsu Sato, Toshiaki Kubo, Hiroyuki Miura, 1 Akira Watanabe, Akihito Hirose, Nobuyuki Yashiki, Koichi Fukaura, 

#### Ronde 4
1. 1 2  (ja) « ▲Akira Watanabe – △Akira Inaba 0-1  "Yokofudori yuki ryu, 76°Meijin, Junnisen A, ronde 4 », sur ロックショウギ,‎ 8 septembre 2017 (consulté le 28 mars 2019)
2. 1 2  (ja) « ▲Yoshiharu Habu – △Hisachi Namekata 0-1 "Kakugawari" 76°Meijin, Junnisen A, ronde 4 », sur ロックショウギ,‎ 15 septembre 2017 (consulté le 28 mars 2019)
3. 1 2  (ja) « ▲Hiroyuki Miura– △Akihito Hirose 0-1 "Shikenbisha Ai Anaguma" 76°Meijin, Junnisen A, ronde 4 », sur ロックショウギ,‎ 22 septembre 2017 (consulté le 28 mars 2019)
4. 1 2  (ja) « ▲Yasumitsu Sato – △Masayuki Toyoshima 0-1 "Kyusen Yagura Hidari mino" 76°Meijin, Junnisen A, ronde 4 », sur ロックショウギ,‎ 30 août 2017 (consulté le 28 mars 2019)
5. 1 2  (ja) « ▲Koichi Fukaura – △Nobuyuki Yashiki 1-0 "Rikisen Ibisha" 76°Meijin, Junnisen A, ronde 4 », sur ロックショウギ,‎ 22 septembre 2017 (consulté le 28 mars 2019)

3 Masayuki Toyoshima, 2 Akira Inaba, Yoshiharu Habu, Akihito Hirose, Yoshimitsu Sato, Koichi Fukaura, Toshiaki Kubo, Hiroyuki Miura 1 Akira Watanabe, Hisachi Namekata, Nouyuki Yashiki

#### Ronde 5
1. 1 2  (ja) « ▲Masayuki Toyoshima – △Akira Inaba 1-0 "Rikisen ibisha" 76° Meijin, Junnisen A, ronde 5 », sur ロックショウギ,‎ 22 septembre 2017 (consulté le 28 mars 2019)
2. 1 2  (ja) « ▲Koichi Fukaura – △Yoshiharu Habu 0-1 "Rikisen ibisha" 76°Meijin, Junnisen A, ronde 5 », sur ロックショウギ,‎ 26 octobre 2017 (consulté le 28 mars 2019)
3. 1 2  (ja) « ▲Akira Watanabe – △Akihito Hirose  0-1 "Rikisen ibisha" 76°Meijin, Junnisen A, ronde 5 », sur ロックショウギ,‎ 8 septembre 2017 (consulté le 28 mars 2019)
4. 1 2  (ja) « ▲Yoshimitsu Sato – △Toshiaki Kubo 0-1 "Sankenbisha" 76°Meijin, Junnisen A, ronde 5 », sur ロックショウギ,‎ 13 septembre 2017 (consulté le 28 mars 2019)
5. 1 2  (ja) « ▲Nobuyuki Yashiki– △Hisachi Namekata "Aiyagura" 0-1 76°Meijin, Junnisen A, ronde 5 », sur ロックショウギ,‎ 25 octobre 2017 (consulté le 28 mars 2019)

4 Masayuki Toyoshima 3 Yoshiharu Habu, Akihito Hirose, Toshiaki Kubo 2 Akira Inaba, Yoshimitsu Sato, Koichi Fukaura,, Hiroyuki Miura , Hisachi Namekata 1 Akira Watanabe, Nobuyuki Yashiki

#### Ronde 6
1. 1 2  (ja) « ▲Akira Inaba – △Yoshimitsu Sato 0-1 "Aigakari" 76°Meijin, Junnisen A, ronde 6 », sur ロックショウギ,‎ 12 octobre 2017 (consulté le 29 mars 2019)
2. 1 2  (ja) « ▲Yoshiharu Habu – △Hiroyuki Miura 1-0 Kakugawari Ai koshikake gin" 76°Meijin, Junnisen A, ronde 6 », sur ロックショウギ,‎ 8 novembre 2017 (consulté le 29 mars 2019)
3. 1 2  (ja) « ▲Nobuyuki Yashiki – △Toshiaki Kubo 0-1 "Gokigen nakabisha, Ai Anaguma" 76°Meijin, Junnisen A , ronde 6 », sur ロックショウギ,‎ 9 novembre 2017 (consulté le 29 mars 2019)
4. 1 2  (ja) « ▲Masayuki Toyoshima– △Koichi Fukaura 1-0 "Rikisen Ibisha" 76°Meijin, Junnisen A, ronde 6 », sur ロックショウギ,‎ 16 novembre 2017 (consulté le 29 mars 2019)
5. 1 2  (ja) « ▲Hisachi Namekata – △Akira Watanabe 0-1 "Kyusen Yagura" 76°Meijin, Junnisen A, ronde 6 », sur ロックショウギ,‎ 10 novembre 2017 (consulté le 29 mars 2019)

5 Masayuki Toyoshima 4Yoshiharu Habu, Toshiaki Kubo 3 Akira Inaba, Akihito Hirose, 2 Yoshimitsu Sato, Koichi Fukaura,, Hiroyuki Miura , Hisachi Namekata, Akira Watanabe, 1 Nobuyuki Yashiki

#### Ronde 7
1. 1 2  (ja) « ▲Hiroyuki Miura– △Akira Inaba 0-1  "Yokofudori Aono ryu"  76°Meijin, Junnisen A, ronde 7 », sur ロックショウギ,‎ 22 novembre 2017 (consulté le 29 mars 2019)
2. 1 2  (ja) « ▲Yoshiharu Habu – △Akira Watanabe 1-0 "Kakugawari, Ai koshikage gin" 76°Meijin, Junnisen A, ronde 7 », sur ロックショウギ,‎ 29 novembre 2017 (consulté le 30 mars 2019)
3. 1 2  (ja) « ▲Akihito Hirose– △Nobuyuki Yashiki 0-1 "Kakugawari" 76°Meijin, Junnisen A, ronde 7 », sur ロックショウギ,‎ 1er décembre 2017 (consulté le 31 mars 2019)
4. 1 2  (ja) « ▲Toshiaki Kubo – △Masayuki Toyoshima 1-0 "Shikenbisha vs Mukaibisha" 76°Meijin, Junnisen A, ronde 7 », sur ロックショウギ,‎ 8 décembre 2017 (consulté le 31 mars 2019)
5. 1 2  (ja) « ▲Koivhi Fukaura – △Hisachi Namekata 1-0 "Rikisen Ibisha Ai Koshikake gin" 76°Meijin, Junnisen A, ronde 7 », sur ロックショウギ,‎ 1er décembre 2017 (consulté le 31 mars 2019)

5 Masayuki Toyoshima Yoshiharu Habu, Toshiaki Kubo 4 Akira Inaba, 3 Akihito Hirose, Koichi Fukaura, 2 Yoshimitsu Sato, , Hiroyuki Miura , Hisachi Namekata, Akira Watanabe, Nobuyuki Yashiki

#### Ronde 8
1. ↑  (ja) « ▲Akira Inaba– △Yoshiharu Habu 1-0 "Yokofudori yuki-ryu" 76°Meijin, Junnisen A, ronde 8 », sur ロックショウギ,‎ 21 décembre 2017 (consulté le 31 mars 2019)
2. ↑  (ja) « ▲Akihito Hirose – △Toshiaki Kubo 0-1 76° Meijin, Junnisen A, ronde 8 », sur ロックショウギ,‎ 22 décembre 2017 (consulté le 31 mars 2019)
3. ↑  (ja) « ▲Yoshimitsu Sato – △Koichi Fukaura "Rikisen Ibisha" 76°Meijin, Junnisen A, ronde 8 », sur ロックショウギ,‎ 14 décembre 2017 (consulté le 31 mars 2019)
4. ↑  (ja) « ▲Akira Watanabe – △Masayuki Toyoshima 1-0 "Kakugawari" 76°Meijin, Junnisen A, ronde 8 », sur ロックショウギ,‎ 15 décembre 2017 (consulté le 31 mars 2019)
5. ↑  (ja) « ▲Nobuyuki Yashiki – △Hiroyuki Miura  0-1 "Yokofudori" 76°Meijin, Junnisen A, ronde 8 », sur ロックショウギ,‎ 21 décembre 2017 (consulté le 31 mars 2019)

#### ronde 11
| Kishi | Kishi              | Kishi      | Né en | 1 | 2 | 3 | 4 | 5 | 6 | 7 | 8 | 9 | 10 | 11 | vic | def |      |         |
| ----- | ------------------ | ---------- | ----- | - | - | - | - | - | - | - | - | - | -- | -- | --- | --- | ---- | ------- |
| 1     | Akira Inaba        | 稲葉 陽    | 1988  |   | 1 | 0 | 0 | 1 | 1 | 1 | 0 | 1 | 0  | 1  | 6   | 4   | 2e   | Barrage |
| 2     | Yoshiharu Habu     | 羽生 善治  | 1970  | 0 |   | 1 | 1 | 0 | 1 | 1 | 0 | 1 | 0  | 1  | 6   | 4   | 1er  | Barrage |
| 3     | Akira Watanabe     | 渡辺 明    | 1984  | 1 | 0 |   | 0 | 1 | 0 | 0 | 1 | 0 | 1  | 0  | 4   | 6   | 9e   | Relégué |
| 4     | Akihito Hirose     | 広瀬 章人  | 1987  | 1 | 0 | 1 |   | 1 | 0 | 1 | 0 | 0 | 1  | 1  | 6   | 4   | 4e   | Barrage |
| 5     | Hisashi Namekata   | 行方 尚史, | 1973  | 0 | 1 | 0 | 0 |   | 1 | 0 | 1 | 0 | 0  | 0  | 3   | 7   | 10e  | Relégué |
| 6     | Nobuyuki Yashiki   | 屋敷 伸之  | 1972  | 0 | 0 | 1 | 1 | 0 |   | 0 | 0 | 0 | 0  | 0  | 2   | 8   | 11e  | Relégué |
| 7     | Koichi Fukaura     | 深浦 康市  | 1972  | 0 | 0 | 1 | 0 | 1 | 1 |   | 0 | 1 | 0  | 1  | 5   | 5   | 7-8e |         |
| 8     | Yasumitsu Sato     | 佐藤 康光  | 1969  | 1 | 1 | 0 | 1 | 0 | 1 | 1 |   | 1 | 0  | 0  | 6   | 4   | 5e   | Barrage |
| 9     | Toshiaki Kubo      | 久保 利明  | 1975  | 0 | 0 | 1 | 1 | 1 | 1 | 0 | 0 |   | 1  | 1  | 6   | 4   | 6e   | Barrage |
| 10    | Masayuki Toyoshima | 豊島 将之  | 1990  | 1 | 1 | 0 | 0 | 1 | 1 | 1 | 1 | 0 |    | 0  | 6   | 4   | 3e   | Barrage |
| 11    | Hiroyuki Miura     | 三浦浩幸   | 1974  | 0 | 0 | 1 | 0 | 1 | 1 | 0 | 1 | 0 | 1  |    | 5   | 5   | 7-8e |         |

## B1 kyū jun'i-sen
| Kishi              | Kishi      | N° | Né en | 1 29/06 | 2 20/07 | 3 24/08 | 4 21/09 | 5 19/10 | 6 16/11 | 7 30/11 | 8 21/12 | 9 18/01 | 10 15/02 | 11 03/09 | vic | def |     |    |
| Tetsuro Itodani    | 糸谷哲郎   | 6  | 1988  | =       | +2      | +3      | +1      | +11     | +9      | +5      | +7      | +10     | -8       | -4       | 8   | 2   | 1er | A  |
| Chikara Akutsu     | 阿久津主税 | 1  | 1982  | +11     | +9      | +8      | -6      | +10     | +7      | -2      | =       | -4      | -3       | +5       | 6   | 4   | 2e  | A  |
| Takanori Hashimoto | 橋本崇載   | 3  | 1983  | -7      | =       | -6      | +11     | -4      | +10     | +9      | +5      | +2      | +1       | -8       | 6   | 4   | 3e  |    |
| Kazuki Kimura      | 木村一基   | 4  | 1973  | -10     | -8      | -11     | -9      | +3      | +5      | =       | +2      | +1      | +7       | +6       | 6   | 4   | 4e  |    |
| Takayuki Yamazaki  | 山崎隆之   | 2  | 1981  | +8      | -6      | =       | -7      | +9      | +11     | +1      | -4      | -3      | -5       | +10      | 5   | 5   | 5e  |    |
| Koji Tanigawa      | 谷川浩司   | 7  | 1962  | +3      | +10     | -9      | +2      | +8      | -1      | +11     | -6      | -5      | -4       | =        | 5   | 5   | 6e  |    |
| Masataka Goda      | 郷田真隆   | 8  | 1971  | -2      | +4      | -1      | +5      | -7      | =       | -10     | +9      | -11     | +6       | +3       | 5   | 5   | 7e  |    |
| Tatsuga Sugai      | 菅井竜也   | 11 | 1992  | -1      | +5      | +4      | -3      | -6      | -2      | -7      | +10     | +8      | =        | +9       | 5   | 5   | 8e  |    |
| Shintaro Saito     | 斎藤慎太郎 | 10 | 1993  | +4      | -7      | +5      | =       | -1      | -3      | +8      | -11     | -6      | +9       | -2       | 4   | 6   | 9e  |    |
| Ayumu Matsuo       | 松尾 歩    | 5  | 1980  | +9      | -11     | -10     | -8      | =       | -4      | -6      | -3      | +7      | +2       | -1       | 3   | 7   | 10e | B2 |
| Tadahisa Maruyama  | 丸山忠久   | 9  | 1970  | -5      | -1      | +7      | +4      | -2      | -6      | -3      | -8      | =       | -10      | -11      | 2   | 8   | 11e | B2 |

## B2 kyū jun'i-sen
Hirotaka Nozuki 10-0 et Mamoru Hatakeyama 9-1 sont promus en ligue B1.
|    |                     |              | Né en | Vic | Def | RK |               |
| 1  | Hirotaka Nozuki     | 野月浩貴八段 | 1973  | 10  | 0   | 15 | Promu en B1   |
| 2  | Mamoru Hatakeyama   | 畠山 鎮七段  | 1969  | 9   | 1   | 1  | Promu en B1   |
| 3  | Kensuke Kitahama    | 北浜 健介    | 1975  | 8   | 2   | 8  |               |
| 4  | Hiroaki Yokoyama    | 横山泰明六段 | 1980  | 8   | 2   | 20 |               |
| 5  | Yasuaki Murayama    | 村山慈明七段 | 1984  | 7   | 3   | 9  |               |
| 6  | Hiroki Nakata       | 中田宏樹八段 | 1964  | 6   | 4   | 3  |               |
| 7  | Taichi Nakamura     | 中村太地王座 | 1988  | 6   | 4   | 5  |               |
| 8  | Shingo Sawada       | 澤田真吾六段 | 1991  | 6   | 4   | 7  |               |
| 9  | Eiji Iijima         | 飯島栄治七段 | 1979  | 5   | 5   | 2  |               |
| 10 | Takeshi Fujii       | 藤井 猛九段  | 1970  | 5   | 5   | 4  |               |
| 11 | Yoshiyuki Kubota    | 窪田義行七段 | 1972  | 5   | 5   | 11 |               |
| 12 | Keita Inoue         | 井上慶太九段 | 1964  | 5   | 5   | 13 |               |
| 13 | Osamu Nakamura      | 中村 修九段  | 1962  | 5   | 5   | 18 |               |
| 14 | Narutuki Hatakeyama | 畠山成幸八段 | 1969  | 5   | 5   | 19 |               |
| 15 | Daisuke Nakagawa    | 中川大輔八段 | 1968  | 5   | 5   | 23 |               |
| 16 | Makoto Sasaki       | 佐々木慎六段 | 1980  | 4   | 6   | 10 |               |
| 17 | Daisuke Suzuki      | 鈴木大介九段 | 1974  | 4   | 6   | 12 |               |
| 18 | Tadashi Ōishi       | 大石直嗣七段 | 1989  | 4   | 6   | 21 |               |
| 19 | Kosuke Tamura       | 田村康介七段 | 1976  | 4   | 6   | 22 |               |
| 20 | Takashi Abe         | 阿部 隆八段  | 1967  | 3   | 7   | 6  |               |
| 21 | Makoto Tobe         | 戸辺 誠七段  | 1986  | 3   | 7   | 16 |               |
| 22 | Hiroki Iisuka       | 飯塚祐紀七段 | 1969  | 3   | 7   | 17 |               |
| 23 | Taku Morishita      | 森下 卓九段  | 1966  | 3   | 7   | 25 | Relégué en C1 |
| 24 | Teruichi Aono       | 青野照市九段 | 1953  | 2   | 8   | 24 | Relégué en C1 |
| 25 | Manabu Senzaki      | 先崎 学 九段 | 1970  | 0   | 10  | 14 | retiré        |

## C1 kyū jun'i-sén
Promus en classe B2 :
- Shota Chida 千田翔太六段 10-0
- Takuya Nagase 永瀬拓矢七段 9-1

|    | Joueurs             | Joueurs    | Né en | Vic | Def | RI |               |
| 1  | Shota Chida         | 千田翔太   | 1994  | 10  | 0   | 2  | Promu en B2   |
| 2  | Takuya Nagase       | 永瀬拓矢   | 1992  | 9   | 1   | 1  | Promu en B2   |
| 3  | Yūki Sasaki         | 佐々木勇気 | 1994  | 9   | 1   | 6  |               |
| 4  | Issei Takakazi      | 高崎一生   | 1987  | 9   | 1   | 16 |               |
| 5  | Atsushi Miyata      | 宮田敦史   | 1981  | 8   | 2   | 11 |               |
| 6  | Seiya Kondō         | 近藤誠也   | 1996  | 8   | 2   | 31 |               |
| 7  | Masataka Sugimoto   | 杉本昌隆   | 1968  | 7   | 3   | 5  |               |
| 8  | Kenjiro Abe         | 阿部健治郎 | 1989  | 7   | 3   | 7  |               |
| 9  | Sakio Chiba         | 千葉幸生   | 1979  | 7   | 3   | 8  |               |
| 10 | Hiroshi Kobayashi   | 小林裕士   | 1976  | 6   | 4   | 3  |               |
| 11 | Mirai Aoshima       | 青嶋未来   | 1995  | 6   | 4   | 4  |               |
| 12 | Hiroshi Miyamoto    | 宮本広志   | 1986  | 6   | 4   | 20 |               |
| 13 | Kōta Kanai          | 金井恒太   | 1986  | 6   | 4   | 37 |               |
| 14 | Kohei Funae         | 船江恒平   | 1987  | 5   | 5   | 14 |               |
| 15 | Akihito Murata      | 村田顕弘   | 1986  | 5   | 5   | 15 |               |
| 16 | Shuji Sato          | 佐藤秀司   | 1967  | 5   | 5   | 18 |               |
| 17 | Satoru Sakaguchi    | 高橋道雄   | 1978  | 5   | 5   | 22 |               |
| 18 | Takahiro Toyokawa   | 豊川孝弘   | 1967  | 5   | 5   | 27 |               |
| 19 | Akira Nishio        | 西尾 明    | 1979  | 5   | 5   | 29 |               |
| 20 | Hideyuki Takano     | 高野秀行   | 1972  | 5   | 5   | 32 |               |
| 21 | Akira Shima         | 島 朗      | 1979  | 5   | 5   | 33 |               |
| 22 | Tadao Kitajima      | 北島忠雄   | 1979  | 5   | 5   | 34 |               |
| 23 | Daisuke Katagami    | 片上大輔   | 1981  | 4   | 6   | 9  |               |
| 24 | Ichiro Hiura        | 日浦市郎   | 1966  | 4   | 6   | 17 |               |
| 25 | Keita Kadokura      | 門倉啓太   | 1987  | 4   | 6   | 30 |               |
| 26 | Masaki Izumi        | 泉 正樹    | 1961  | 4   | 6   | 35 |               |
| 27 | Kasushiza Hiroguchi | 堀口一史座 | 1975  | 3   | 7   | 12 |               |
| 28 | Masakazu Kondo      | 近藤正和   | 1971  | 3   | 7   | 21 |               |
| 29 | Keiichi Sanada      | 真田圭一   | 1972  | 3   | 7   | 23 |               |
| 30 | Yasuaki Tsukada     | 塚田泰明   | 1964  | 3   | 7   | 25 |               |
| 31 | Torahiko Tanaka     | 田中寅彦   | 1957  | 3   | 7   | 26 |               |
| 32 | Eisaku Tomioka      | 富岡英作   | 1964  | 3   | 7   | 28 |               |
| 33 | Takanori An'yoji    | 安用寺孝功 | 1974  | 2   | 8   | 13 |               |
| 34 | Bungo Fukusaki      | 福崎文吾   | 1959  | 2   | 8   | 24 |               |
| 35 | Hiroshi Naganuma    | 長沼 洋    | 1965  | 2   | 8   | 36 |               |
| 36 | Shingo Hirafuji     | 平藤真吾   | 1963  | 1   | 9   | 10 | Relégué en C2 |
| 37 | Satoru Sakaguchi    | 阪口 悟    | 1978  | 1   | 9   | 19 | Retiré        |

## C2 kyū jun'i-sén
|    | Joueurs            | Joueurs      | Né en | Vic | Def | RI |             |
| 1  | Sota Fujii         | 藤井聡太六段 | 2002  | 10  | 0   | 45 | Promu en C1 |
| 2  | Ryuma Tonari       | 都成竜馬     | 1990  | 8   | 2   | 3  |             |
| 3  | Yasuhiro Masuda    | 増田康宏     | 1997  | 8   | 2   | 5  |             |
| 4  | Yosuke Toyama      | 遠山雄亮     | 1979  | 8   | 2   | 26 |             |
| 5  | Takahiro Ohashi    | 大橋貴洸     | 1992  | 8   | 2   | 46 |             |
| 6  | Kenji Imaizumi     | 今泉健司     | 1973  | 8   | 2   | 47 |             |
| 7  | Daichi Sasaki      | 佐々木大地   | 1995  | 8   | 2   | 48 |             |
| 8  | Shingo Ito         | 伊藤真吾     | 1974  | 7   | 3   | 14 |             |
| 9  | Reo Kurosawa       | 黒沢怜生     | 1992  | 7   | 3   | 15 |             |
| 10 | Shuji Muranaka     | 村中秀史     | 1981  | 7   | 3   | 16 |             |
| 11 | Mitsunori Makino   | 牧野光則     | 1988  | 7   | 3   | 17 |             |
| 12 | Koru Abe           | 阿部光瑠     | 1994  | 7   | 3   | 40 |             |
| 13 | Takuya Nishida     | 西田拓也     | 1991  | 7   | 3   | 49 |             |
| 14 | Taichi Takami      | 高見泰地     | 1993  | 6   | 4   | 9  |             |
| 15 | Kazutoshi Sato     | 佐藤和俊     | 1978  | 6   | 4   | 10 |             |
| 16 | Naoro Ishida       | 石田直裕     | 1988  | 6   | 4   | 11 |             |
| 17 | Wataru Kimamura    | 上村 亘      | 1986  | 6   | 4   | 25 |             |
| 18 | Yugi Takeuchi      | 竹内雄悟     | 1987  | 6   | 4   | 34 |             |
| 19 | Takehiro Ohira     | 大平武洋     | 1977  | 6   | 4   | 39 |             |
| 20 | Wataru Yoshira     | 八代 弥      | 1994  | 5   | 5   | 4  |             |
| 21 | Tatsuya Sanmaido   | 三枚堂達也   | 1993  | 5   | 5   | 6  |             |
| 22 | Hiromu Watanabe    | 渡辺大夢     | 1988  | 5   | 5   | 12 |             |
| 23 | Satoshi Takano     | 高野智史     | 1993  | 5   | 5   | 13 |             |
| 24 | Yuichi Tanaka      | 田中悠一     | 1985  | 5   | 5   | 20 |             |
| 25 | Ryosuke Nakamura   | 中村亮介     | 1985  | 5   | 5   | 21 |             |
| 26 | Takuma Oikawa      | 及川拓馬     | 1987  | 5   | 5   | 29 |             |
| 27 | Kiyozumi Kiriyama  | 桐山清澄     | 1947  | 5   | 5   | 37 |             |
| 28 | Isao Nakata        | 中田 功      | 1967  | 5   | 5   | 41 |             |
| 29 | Hirorataka Kajiura | 梶浦宏孝     | 1995  | 4   | 6   | 2  |             |
| 30 | Tomohiro Murata    | 村田智弘     | 1981  | 4   | 6   | 19 |             |
| 31 | Shoji Segawa       | 瀬川晶司     | 1970  | 4   | 6   | 24 |             |
| 32 | Kazuhiro Nishikawa | 西川和宏     | 1986  | 4   | 6   | 30 |             |
| 33 | Makoto Chuza       | 中座 真      | 1970  | 4   | 6   | 32 |             |
| 34 | Norihiro Yagura    | 矢倉規広     | 1974  | 4   | 6   | 33 |             |
| 35 | Hiroshi Kamiya     | 神谷広志     | 1961  | 4   | 6   | 42 |             |
| 36 | Kazuo Sugimoto     | 杉本和陽     | 1991  | 4   | 6   | 50 |             |
| 37 | Yoshikazi Minami   | 南 芳一      | 1963  | 3   | 7   | 1  |             |
| 38 | Yuya Nagaoka       | 長岡裕也     | 1985  | 3   | 7   | 22 |             |
| 39 | Tetsuya Fujimori   | 藤森哲也     | 1987  | 3   | 7   | 23 |             |
| 40 | Jumpei Ide         | 井出隼平     | 1991  | 3   | 7   | 28 |             |
| 41 | Shin'ichi Sato     | 佐藤慎一     | 1982  | 3   | 7   | 31 |             |
| 42 | Hiroshi Okazaki    | 岡崎 洋      | 1967  | 3   | 7   | 36 |             |
| 43 | Kenji Kobayashi    | 小林健二     | 1957  | 3   | 7   | 43 |             |
| 44 | Takuya Nishida     | 西田拓也     | 1991  | 3   | 7   | 49 |             |
| 45 | Yoshitaka Hoshino  | 星野良生     | 1988  | 2   | 8   | 18 |             |
| 46 | Ryo Shimamoto      | 島本 亮      | 1980  | 2   | 8   | 38 |             |
| 47 | Kenji Kazaki       | 神崎健二     | 1963  | 2   | 8   | 44 |             |
| 48 | Shin'ya Sato       | 佐藤紳哉     | 1977  | 1   | 9   | 8  |             |
| 49 | Kenji Waki         | 脇 謙二      | 1960  | 1   | 9   | 35 |             |
| 50 | Masakazu Yoshida   | 渡辺正和     | 1986  | 0   | 10  | 27 |             |

## Rang
| Kishi      | Kishi              | Kishi      | Né en |                          |    |                   |            |      |                |
| ---------- | ------------------ | ---------- | ----- | ------------------------ | -- | ----------------- | ---------- | ---- | -------------- |
| Meijin     | Amahiko Sato       | 佐藤 天彦  | 1988  | 4-2 défense du titre     | 16 | Kenzuki Kimura    | 木村一基   | 1973 | B1 6-4         |
| Prétendant | Yoshiharu Habu     | 羽生 善治  | 1970  | 2-4 match pour le titre  | 17 | Takayuki Yamazaki | 山崎隆之   | 1981 | B1 5-5         |
| Finaliste  | Akira Inaba        | 稲葉 陽    | 1988  | A 6-4 finaliste barrages | 18 | Koji Tanigawa     | 谷川浩司   | 1962 | B1 5-5         |
| 4          | Masayuki Toyoshima | 豊島 将之  | 1990  | A 6-4 3e barrage         | 19 | Masataka Goda     | 郷田真隆   | 1971 | B1 5-5         |
| 5          | Akihito Hirose     | 広瀬 章人  | 1987  | A 6-4 4e barrage         | 20 | Tatsuga Sugai     | 菅井竜也   | 1992 | B1 5-5         |
| 6          | Yasumitsu Sato     | 佐藤 康光  | 1969  | A 6-4 5e barrage         | 21 | Shintaro Saito    | 斎藤慎太郎 | 1993 | B1 4-6         |
| 7          | Toshiaki Kubo      | 久保 利明  | 1975  | A 6-4 6e barrage         | 22 | Hirotaka Nozuki   | 野月浩貴   | 1973 | B2 10-0 promu  |
| 8          | Koichi Fukaura     | 深浦 康市  | 1972  | A 5-5                    | 23 | Mamoru Hatakeyama | 畠山 鎮    | 1969 | B2 9-1 promu   |
| 9          | Hiroyuki Miura     | 三浦浩幸   | 1974  | A 5-5                    | 24 | Ayumu Matsuo      | 松尾 歩    | 1980 | B1 3-7 relégué |
| 10         | Tetsuro Itodani    | 糸谷哲郎   | 1988  | B1 8-2 promu             | 25 | Tadahisa Maruyama | 丸山忠久   | 1970 | B1 2-8 relégué |
| 11         | Chikara Akutsu     | 阿久津主税 | 1982  | B1 6-4 promu             | 26 | Kensuke Kitahama  | 北浜 健介  | 1975 | B2 8-2         |
| 12         | Akira Watanabe     | 渡辺 明    | 1984  | A 4-6 relégué            | 27 | Hiroaki Yokoyama  | 横山泰明   | 1980 | B2 8-2         |
| 13         | Nobuyuki Yashiki   | 屋敷 伸之  | 1972  | A 3-7 relégué            | 28 | Yasuaki Murayama  | 村山慈明   | 1984 | B2 7-3         |
| 14         | Hisashi Namekata   | 行方 尚史, | 1973  | A 2-8 relégué            | 29 | Hiroki Nakata     | 中田宏樹   | 1964 | B2 6-4         |
| 15         | Takanori Hashimoto | 橋本崇載   | 1983  | B1 6-4                   | 30 | Taichi Nakamura   | 中村太地   | 1988 | B2 6-4         |